# Gare de Hyon-Ciply
La gare de Hyon-Ciply est une ancienne gare ferroviaire belge de la ligne 109, de Cuesmes à Chimay, située à Ciply, ancienne commune rattachée à la ville de Mons en 1977, dans la province de Hainaut en Région wallonne.
Mise en service en 1868, elle ferme aux voyageurs en 1962. Le bâtiment de la gare, restauré, sert d'habitation.

## Situation ferroviaire
Établie à 42 mètres d'altitude, la gare de Hyon-Ciply se situe entre les gares fermées de Cuesmes (Etat) et Harmignies. Elle était située au point kilométrique (PK) 3,1 de la ligne 109, en prenant comme PK d'origine la gare de Mons ou au pont kilométrique 1,1 de la ligne 109 en prenant comme PK d'origine l'actuelle bifurcation entre les lignes 96 et 109. En 1963, à l'occasion de l'électrification de la ligne 96, de Bruxelles à Quévy, le tracé d'origine de cette ligne est désaffecté entre Mons et Frameries au profit d'une réutilisation du tracé de la ligne 109 jusqu'à la sortie de la gare de Cuesmes. Selon d'autres sources, la section de Mons à la sortie de Cuesmes était reprise en tant que portion de la ligne 98. 

## Histoire
En 1862, le gouvernement autorise la mise en concession d'un chemin de fer de Frameries à Chimay, le premier contractant, Émile Dupré, ingénieur à Lobbes, ne parvenant pas à réunir les fonds de son cautionnement, malgré plusieurs prorogations du délai, les arrêtés royaux du 29 avril 1865 et du 4 août 1866 ré-attribuent la concession du chemin de fer de Frameries à Chimay, et de ses extensions, à Simon Philippart, principal administrateur de la Compagnie des chemins de fer des bassins houillers du Hainaut et de la Société générale d'exploitation de chemins de fer. Ce projet, modifié après le rachat par l’État de la plupart des concessions de la SGE en 1871, est l'amorce des lignes 109, 110 et 111. La section menant à Mons est considérée comme un embranchement de la ligne principale censée partir de Frameries mais qui, dans les faits, dessert Flénu d'où elle rejoint respectivement Saint-Ghislain et Frameries par le biais de lignes préexistantes, amalgamées dans la Société Générale d'Exploitation.
La Compagnie des chemins de fer des bassins houillers du Hainaut livre à l'exploitation le 10 janvier 1868 une première section reliant la gare de Mons à celle de Bonne-Espérance. Son bon fonctionnement est l'affaire de la Société générale d'exploitation de chemins de fer (SGE) chapeautée par les Bassins houillers du Hainaut.
Au moment de la reprise de 1871, seule la section de Mons à Bonne-Espérance a été réalisée, ainsi que le complexe ferroviaire préexistant vers Frameries et Saint-Ghislain. Moyennant l'abandon de certaines sections projetées, l’Administration des chemins de fer de l’État belge réalise le prolongement vers Chimay et ses extensions vers Charleroi et l'Entre-Sambre-et-Meuse, faisant le choix de l'itinéraire, plus long, passant par Thuin. L'ensemble des sections composant le reste de la ligne 109 entre en service entre janvier 1875 et août 1882.
L'agrandissement du bâtiment des recettes est adjugé le 5 février 1892 pour un montant de près de 10 500 francs.
La réduction du nombre de voyageurs imputable aux développements des modes de transport routiers entraînent la fermeture au trafic passagers de la ligne 109 entre Cuesmes et Lobbes le 30 septembre 1962. Le reste de la ligne, en direction de Chimay, perd ses trains de voyageurs le 31 mai 1964. La courbe en direction de Bonne-Espérance avait été déposée dès 1940. Dès la fermeture aux passagers, la section entre Vellereille-le-Sec et Bienne-lez-Happart est déclassé et démontée dans la foulée. La desserte de Vellereille prend fin en 1982, reportant le terminus à Harmignies.
En plus de la desserte de la cimenterie de Harmignies, qui prend fin en 2005, le trafic fret transitant par Hyon-Ciply comprend la desserte de raccordés divers et de clients via la cour à marchandises de la gare de Hyon-Ciply. Le dernier raccordé est l'usine des engrais Semaille ; la suppression de sa desserte et de la cour à marchandises est envisagée à partir de 1983. Le bureau de la gare est supprimé en 1986 et le raccordement inutilisé au plus tard en 1990.
La ligne 109 passant par Hyon-Ciply cesse d'être utilisée en 2005. Un projet de RAVeL est en cours d'exécution à partir de 2021.

## Patrimoine ferroviaire
Le bâtiment des recettes de la gare appartient à un plan type spécifique à cette section de la ligne 109 réalisée selon les termes de la concession du chemin de fer de Frameries à Chimay. Identique à ceux, également conservés, des gares de Harmignies et Estinnes, il se compose d'un corps principal de quatre travées à étage sous une toiture à deux versants avec un ressaut (avancée) pour les deux travées médianes de chaque façade longitudinale. Une aile basse de deux travées, peut-être ultérieure, au toit se terminant par une croupe, a été ajoutée sur la droite tandis qu'une aile de service à toit plat se trouve sur la gauche du bâtiment.